# Karol Jokl
Karol Jokl   (Partizánske, 29 d'agost de 1945 - Bratislava, 28 d'octubre de 1996) fou un futbolista eslovac de la dècada de 1960.
Fou 27 cops internacional amb la selecció txecoslovaca amb la qual participà en la Copa del Món de Futbol de 1970.
Pel que fa a clubs, defensà els colors de ŠK Slovan Bratislava.

## Palmarès
Slovan Bratislava
- Recopa d'Europa de futbol (1): 1968-69
- Lliga txecoslovaca de futbol (3): 1969-70, 1973-74, 1974-75
- Copa txecoslovaca de futbol (2): 1968, 1974
- Copa eslovaca de futbol (3): 1970, 1972, 1974